# Simon Tatham
Simon Tatham est un informaticien anglais né le 3 mai 1977.

## Biographie
Tatham s'initie à l'informatique fort jeune, poursuit ses études à l'école Leighton Park (en) dans la ville de Reading (Berkshire), puis au sein de l'université de Cambridge ; il concentre alors toute son énergie à la pratique du hacking, puis transforme cette passion en activité professionnelle tout en produisant des logiciels libres. 
Créateur de « logiciels de circonstance », on le crédite toutefois des premiers développements de l'assembleur NASM. Il est surtout connu pour avoir créé PuTTY, une implémentation SSH et Telnet pour Windows réalisée en 1998 lorsqu'il était encore étudiant. Il a poursuivi son développement après ses études et le maintient toujours. La popularité de ce programme à l'échelle planétaire confère à son auteur une certaine notoriété. Ce logiciel libre fut ensuite implémenté sous GNU/Linux.
En 2011, Simon Tatham était employé comme informaticien au sein de la société britannique ARM.

## Œuvres logicielles
- PuTTY : une implémentation Telnet et SSH pour Microsoft Windows. Ce logiciel a été par la suite implémenté sous GNU/Linux ;
- Halibut : un système de documentation, partiellement terminé, pour le manuel utilisateur du logiciel PuTTY ;
- DoIt : un utilitaire permettant l'ouverture de documents stockés sur un ordinateur sous Windows par une machine équipée d'un système de type UNIX ;
- WinURL : un utilitaire Windows pour extraire le texte tapé sur le clavier afin de le lancer comme URL par un raccourci clavier ;
- Enigma : un jeu de blocs de type puzzle, inventé par un de ses amis, et implémenté en jeu GNU/Linux, en mode texte, et basé sur la bibliothèque logicielle Curses ;
- une collection de petits programmes informatiques mettant en œuvre des jeux de puzzle pour un seul joueur[2], conçus sous la forme d'applets Java ou de programmes JavaScript pour fonctionner sous GNU/Linux, Mac OS X et Windows ; ces programmes ont par ailleurs été portés par la communauté du logiciel libre sur de multiples téléphones mobiles ;
- Tweak : un éditeur hexadécimal en mode texte, de type Curses, pour les environnements GNU/Linux et BSD ;
- IPBT : une application Curses sous GNU/Linux capable de relire des fichiers ttyrec (en), et de revenir en arrière ;
- Une collection d'utilitaires de type Unix (after, base64, beep, cvt-utf8 , lns, multi, nntpid, reservoir, xcopy)[3] ;
- agedu : un utilitaire Unix pour localiser la perte d'espace disque ;
- xtruss : un utilitaire pour tracer le protocole X11 (en) ;
- divers utilitaires de fontes de caractères sous Windows ;
- Gonville, une police de symboles musicaux alternative, conçue pour s'utiliser avec GNU Lilypond ;
- ick-proxy, un utilitaire qu'il qualifie de dégoûtant, mais qui permet de réécrire les URL dans les navigateurs web.

Il est par ailleurs l'auteur d'un correctif pour GNU Bash et de multiples algorithmes. Tous ses programmes sont généralement distribués selon les termes de la licence MIT.